# ユリック・ド・バーグ (初代クランリカード侯爵)

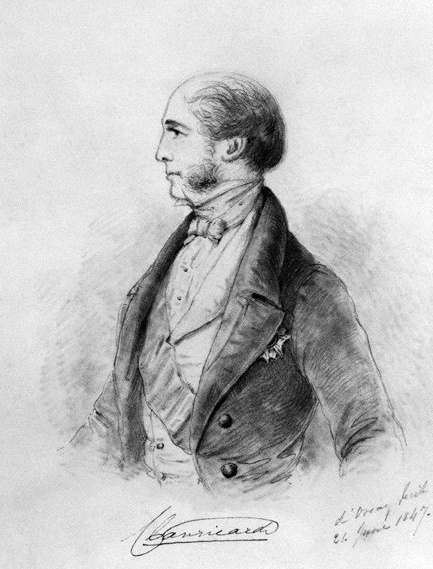
アルフレ・ドルセによる肖像画、1847年。

初代クランリカード侯爵ユリック・ジョン・ド・バーグ（英語: Ulick de Burgh, 1st Marquess of Clanricarde KP PC、1802年12月20日 – 1874年4月10日）は、イギリスの貴族、政治家、外交官。

## 生涯
第13代クランリカード伯爵ジョン・トマス・ド・バーグとエリザベス・バーク（Elizabeth Burke、1764年頃 – 1854年3月26日、初代準男爵サー・トマス・バークの息子として、1802年12月20日にハンプシャーのベルモント（Belmont）で生まれた。1808年7月27日に父が死去すると、クランリカード伯爵位を継承した。1820年10月16日にオックスフォード大学クライスト・チャーチに入学した。
1825年4月に首相ジョージ・カニングの娘と結婚、その影響力により同年11月26日にアイルランド貴族であるクランリカード侯爵に、1826年12月13日に連合王国貴族であるケントにおけるサマーヒルのサマーヒル男爵に叙された（ただし、ド・バーグ家はこの叙爵から2世紀前にサマーヒルの地所を手放している）。同1826年から1827年にカニングが死去するまで外務省政務次官を務めた。
カニングの死後、カニング派トーリー党からホイッグ党に転じ、グレイ伯爵内閣期の1830年から1834年まで国王親衛隊隊長を務め、1830年12月1日に枢密顧問官に任命され、1831年10月19日に聖パトリック勲章を授与された。1831年10月7日にゴールウェイ統監に任命され、以降1874年に死去するまで務めた。1834年、第2代カニンガム侯爵フランシス・カニンガムが郵政長官に任命されたため、クランリカード侯爵は内閣に軽んじられたと感じて国王親衛隊隊長を辞任した。
1838年から1841年まで在ロシアイギリス特命全権大使を務めた後、第1次ラッセル内閣期の1846年から1852年まで郵政長官を務めた。第1次ラッセル内閣期におけるジャガイモ飢饉の対処では救済措置を実施を強く主張した。
続くアバディーン伯爵内閣に入閣せず、1854年のクリミア戦争をめぐる弁論では反ロシア論者として参戦を主張した。第1次パーマストン子爵内閣にも最初は入閣しなかったが、1857年末に首相の第3代パーマストン子爵ヘンリー・ジョン・テンプルから入閣を打診され、翌年2月に3週間ほど王璽尚書を務めた。
1826年から1874年まで貴族院に議席を有し、自由主義者（ホイッグ党員）として頻繁に演説した。
1874年4月10日、メイフェアのストラットン・ストリート17号で死去、次男ヒューバート・ジョージが爵位を継承した。

## 家族
1825年4月4日、ハリエット・カニング（Harriet Canning、1804年4月13日 – 1876年1月8日、首相ジョージ・カニングと初代カニング女子爵ジョーン・カニングの娘）と結婚、2男5女をもうけた。
- エリザベス・ジョアンナ（1826年2月22日 – 1854年2月26日） - 1845年7月17日、第4代ハーウッド伯爵ヘンリー・ラッセルズ（英語版）と結婚、子供あり
- ユリック・カニング（英語版）（1827年7月12日 – 1867年8月16日） - 庶民院議員
- エミリー・シャーロット（英語版）（1828年10月19日 – 1912年10月10日） - 1853年7月20日、第9代コーク伯爵リチャード・ボイルと結婚、子供あり
- キャサリン（1829年11月17日[10] – 1895年4月9日） - 1850年8月8日、ジョン・ウェイランド（John Weyland、1902年4月5日没）と結婚、子供あり
- マーガレット・アン（1831年5月20日[10] – 1888年3月31日） - 1856年3月6日、初代アレンデイル男爵ウェントワース・ボーモント（英語版）と結婚、子供あり
- ヒューバート・ジョージ（英語版）（1832年11月10日 – 1916年4月12日） - 第2代クランリカード侯爵
- ハリエット・オーガスタ（1834年2月15日[10] – 1901年1月18日） - 1859年3月3日、トマス・フレデリック・チャールズ・ヴァーノン＝ウェントワース（Thomas Frederick Charles Vernon-Wentworth、1902年1月1日没）と結婚、子供あり

多くの愛人を抱え、爵位を継承した息子ヒューバートは1876年に「庶子の数はどうも無限のようだった」（an apparently unlimited number of illegitimate children）とこぼした。1855年にはウィリアム・ヘンリー・ハンドコック（William Henry Handcock）の妻キャサリン・ジョセフィン（Catherine Josephine）との間で不倫関係を持ち、庶子ジョン・ドラクール（John Delacour、1841年 – ?）をもうけたとしてハンドコック家の遺産継承裁判に巻き込まれたが、オックスフォード英国人名事典はドラクールが生まれた時期、クランリカード侯爵が（在ロシア大使として）サンクトペテルブルクに滞在していたため、ドラクールがクランリカード侯爵の実子である可能性は低いとしている。